# 薩諾爾 (內布拉斯加州)
薩諾爾（英語：Sunol）是位於美國內布拉斯加州夏延縣的普查規定居民點。

## 歷史
薩諾爾的郵局於1910年設立，其後於1973年停運。

## 人口
根據2020年美國人口普查的數據，薩諾爾的面積為5.67平方千米，當中陸地面積為5.66平方千米，而水域面積為0.01平方千米。當地共有人口57人，而人口密度為每平方千米10.05人。